# Kaczynos
Kaczynos (niem. Katznase) – osada w Polsce położona w województwie pomorskim, w powiecie malborskim, w gminie Stare Pole na obszarze Żuław Elbląskich.
Wieś królewska położona była w II połowie XVI wieku w województwie malborskim. 
W 1706 wzniesiono tutaj szachulcowy kościół pw. bł. Doroty, po wojnie wykorzystywany jako magazyn i obora dla owiec, w latach 1981-86 przeniesiony do Elbląga.
Nadanie praw wiejskich (lokacja) Kaczynosowi (wówczas Kacznose, Caczinnase) miało miejsce w 1367 roku przez wielkiego mistrza Winricha von Kniprode dla Hansa Arnolda.
W latach 1975–1998 miejscowość administracyjnie należała do województwa elbląskiego.
Inne miejscowości o nazwie Kaczynos: Kaczynos-Kolonia